# Bahnhof Heldrungen
Bahnhof Heldrungen ist ein Ortsteil der Ortschaft Heldrungen, die wiederum Teil der Stadt An der Schmücke im Kyffhäuserkreis in Thüringen ist. Zweiter Ortsteil von Heldrungen ist Braunsroda.

## Lage
Der Bahnhof Heldrungen liegt mit den nachgesiedelten Gebäuden südlich von Heldrungen an der Bundesstraße 86 und an der Landesstraße 2267.

## Geschichte
1881 erhielt Heldrungen Anschluss an die Bahnstrecke Sangerhausen–Erfurt. Das war der Beginn der Nebensiedlung Bahnhof-Heldrungen.
Koordinaten: 51° 18′ 9,7″ N, 11° 11′ 33,1″ O